# 史昭
史昭，合肥人，明朝軍事將領。
永樂初年，因積功至都指揮僉事。永樂八年，充任總兵官，鎮守涼州，并與都指揮滿都等平定老的罕叛亂，后移鎮西寧。明仁宗繼位后，進都督僉事。宣德五年，率領參將趙安偕中官王安、王瑾討伐散即思，擒其黨答答不花等人，并獲駝牛羊三十余萬，威震塞外。宣德七年，佩征西將軍印，鎮守寧夏，至闊臺察罕，擊潰進犯的孛的達裏麻。進都督同知。正統初年，請設烽堠，與哈剌兀速邊界接壤，增加邊防，尋進右都督。當時阿臺、朵兒只伯屢次在邊界寇亂，后下詔命其與甘肅守將蔣貴、趙安進剿，因無功，被貶都督僉事。三年復右都督，八年以老召還。次年去世。